# 東方博物館 (瑞典)
59°19′37″N 18°04′55″E / 59.327°N 18.082°E
東方博物館（瑞典語：Östasiatiska museet）是歐洲數一數二的東方歷史文化博物館，藏品主要來自中國、日本、韓國、印度及其他東南亞國家。博物館成立於安特生1921年的中國史前文化重大考古發現，館藏仰韶文化重要發掘品，及發現過程的第一手資料。東方博物館位於瑞典斯德哥爾摩船島，鄰近當代博物館。
博物館致力於藏品信息的公開化，可於東方博物館官網搜索藏品信息。

## 历史
東方博物館，又稱東亞博物館或遠東博物館。創立於1926年。首任主管是對中國考古學貢獻良多的瑞典考古學家安特生，當時稱為「遠東古物博物館」。第二任主管是瑞典漢學家高本漢。1963年遷至船島現址。1999年，東亞博物館成為瑞典世界文化博物館群管理局的一部份。

## 創始人安特生
東方博物館有一批世界罕見的石器時代藏品，出自中國黃河流域的史前文明。遺跡發現人是瑞典人約翰· 古納 ·安特生，在瑞典大家親切地稱他為“中國的古納”。在中國，他因參與並發展了該國的現代考古學、地質學、礦學而廣為人知，被尊称为“仰韶文化之父”。
1914年起，他開始為中國政府擔任礦業顧問，在北京附近從事地質考察工作，發現了幾個新的鐵礦。此時，安特生遇到了丁文江，中國地質考察的領軍人物之一。丁氏成為他的上司和朋友，容許他參與培養中國第一批地質學家的工作。 1921年，安特生於黃河流域仰韶村得到了重大發現，正是這個發現成就了“中國的古納”（Kina Gunnar）名揚萬里。

## 画廊

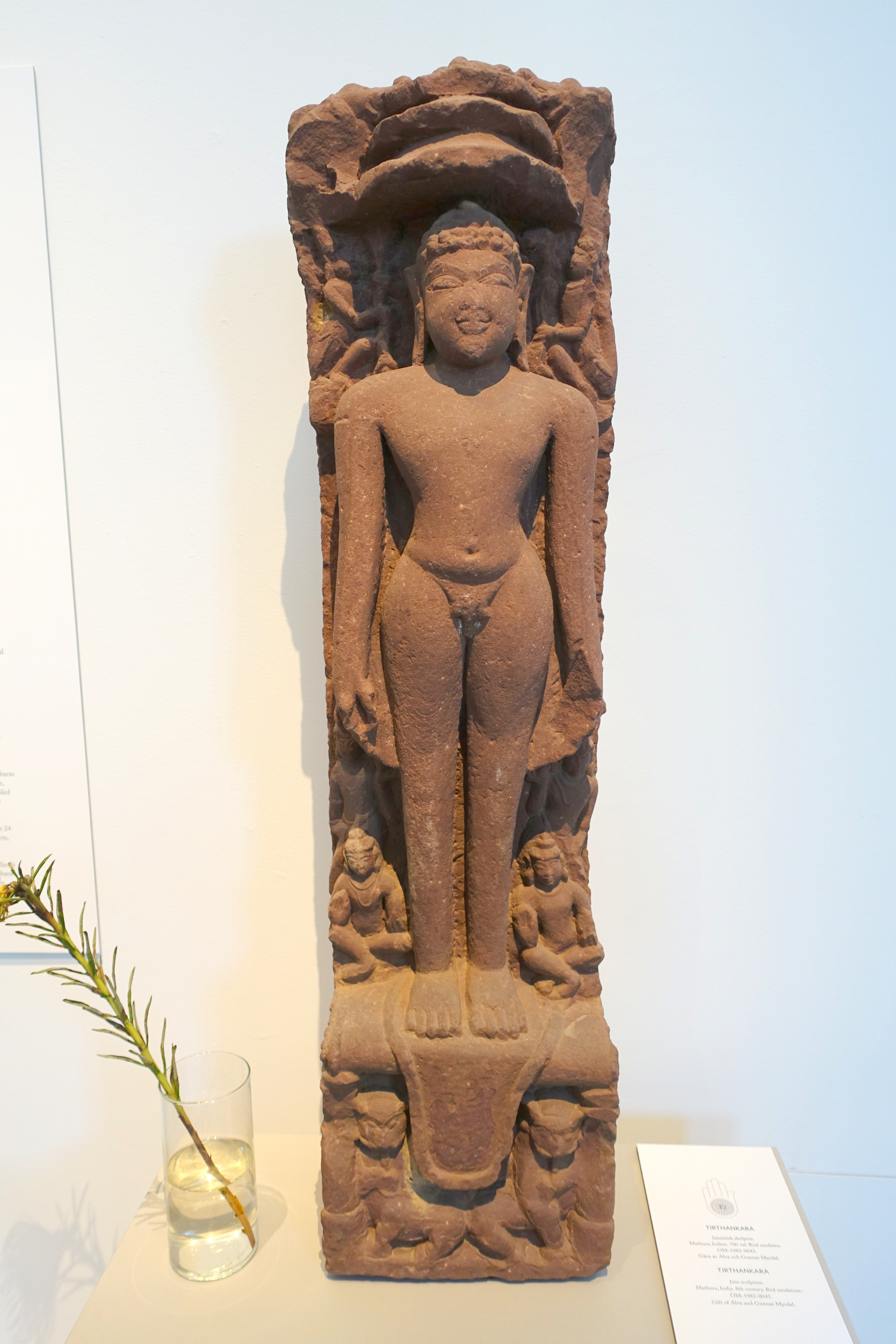
耆那教蒂尔丹嘉拉雕塑，红砂岩，印度，公元8世纪
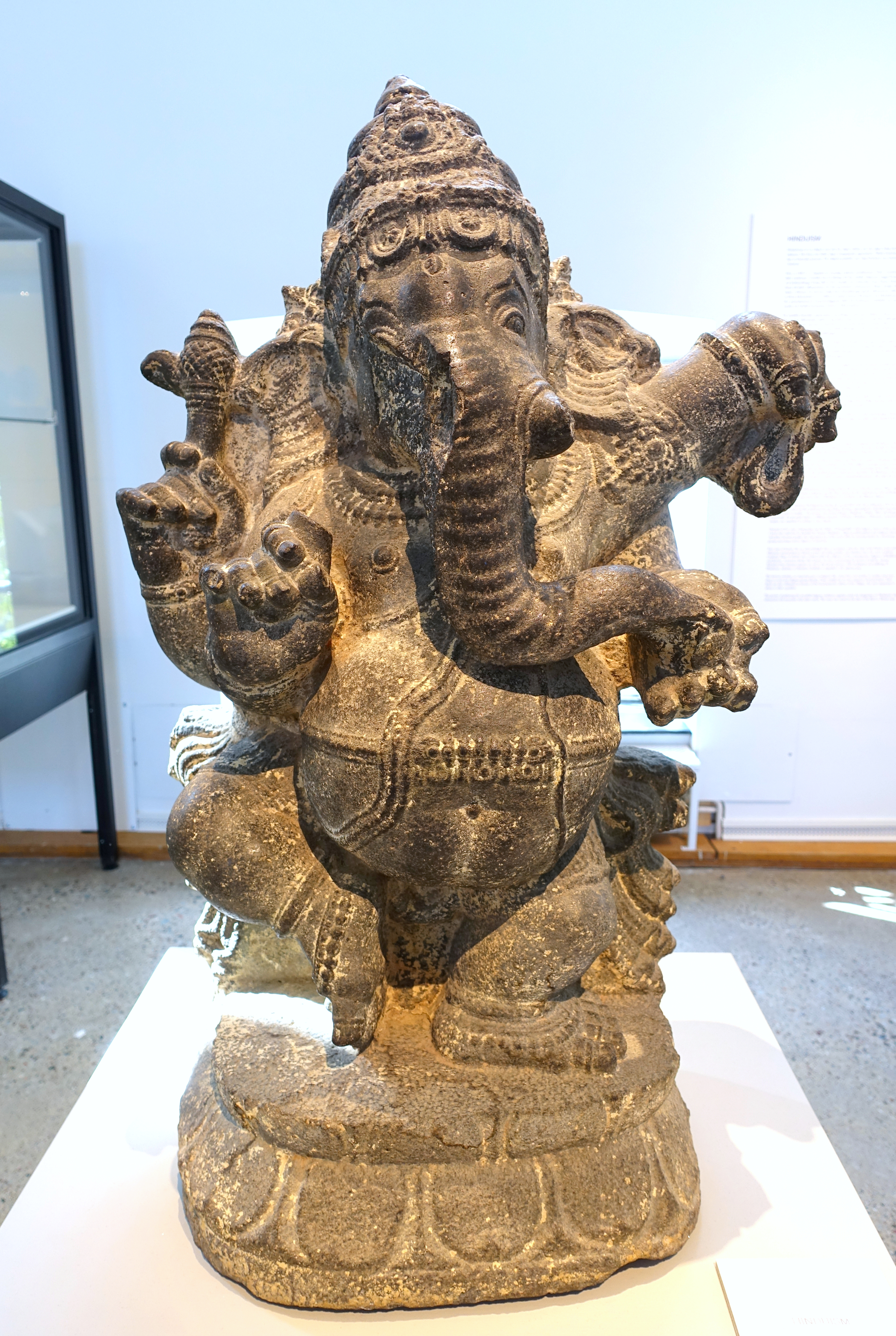
象头神，印度朱罗王朝，公元12世纪
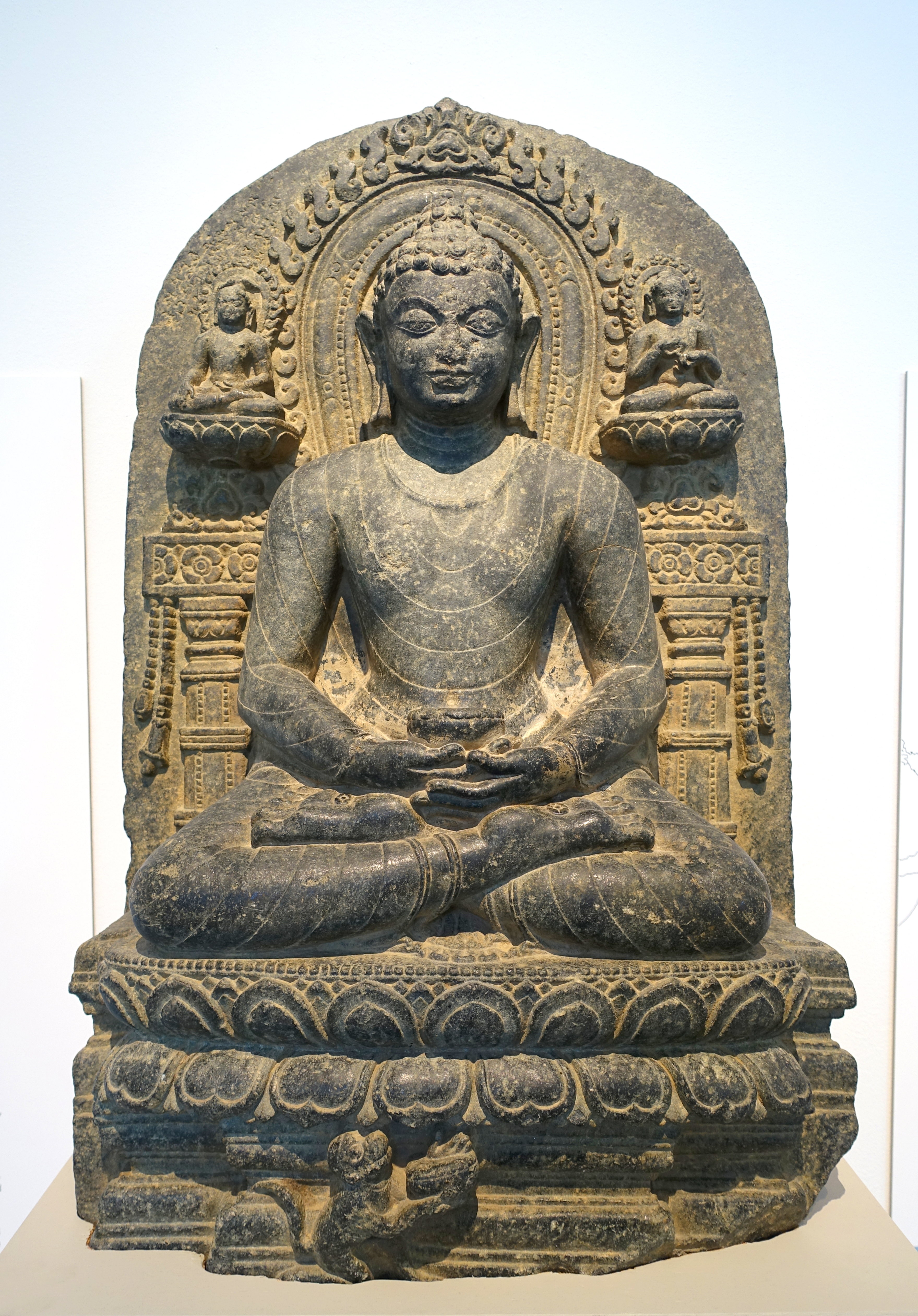
猴子给释迦牟尼佛蜂蜜，印度帕拉王朝，约公元1000年
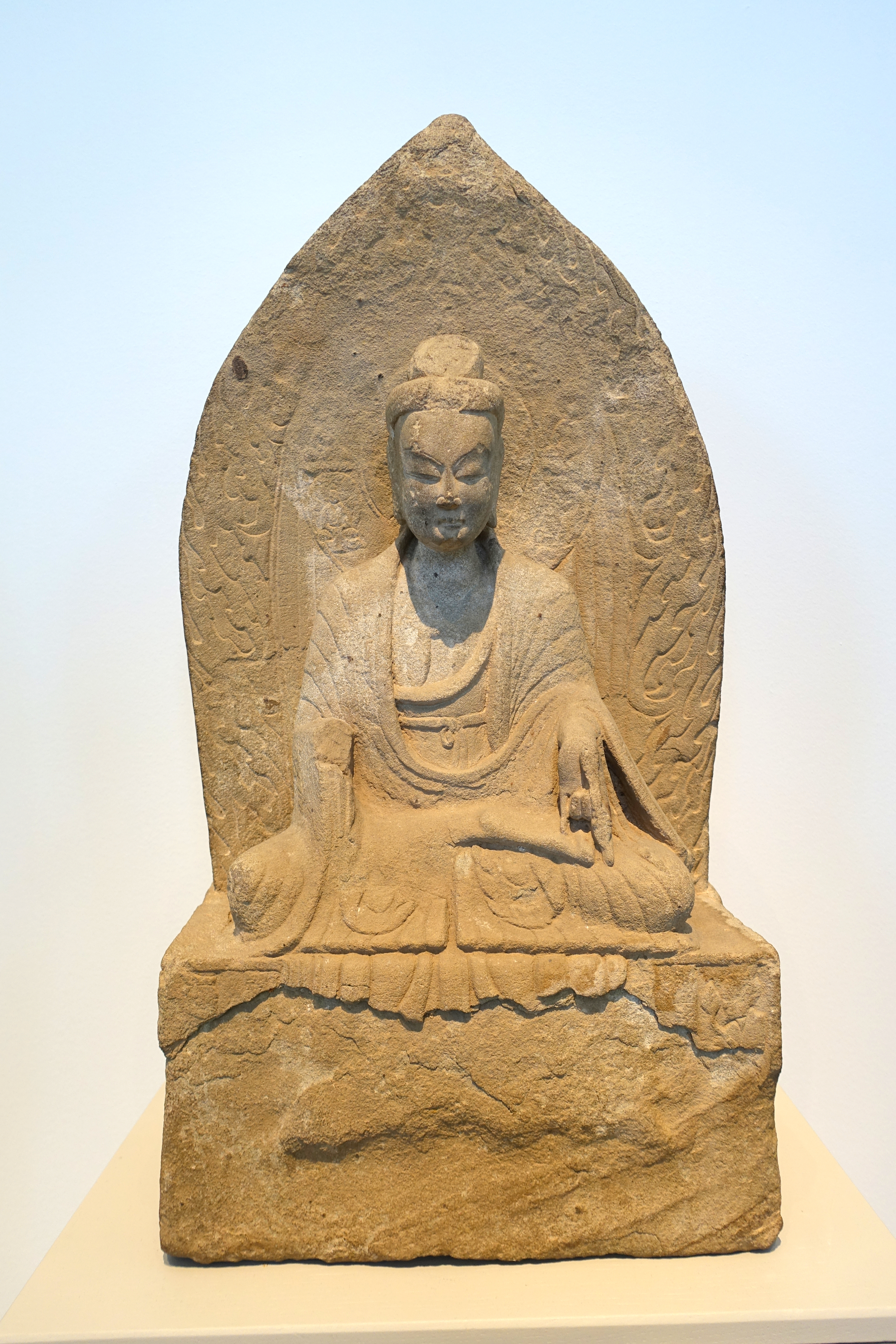
阿彌陀佛，中国北魏，约公元520年
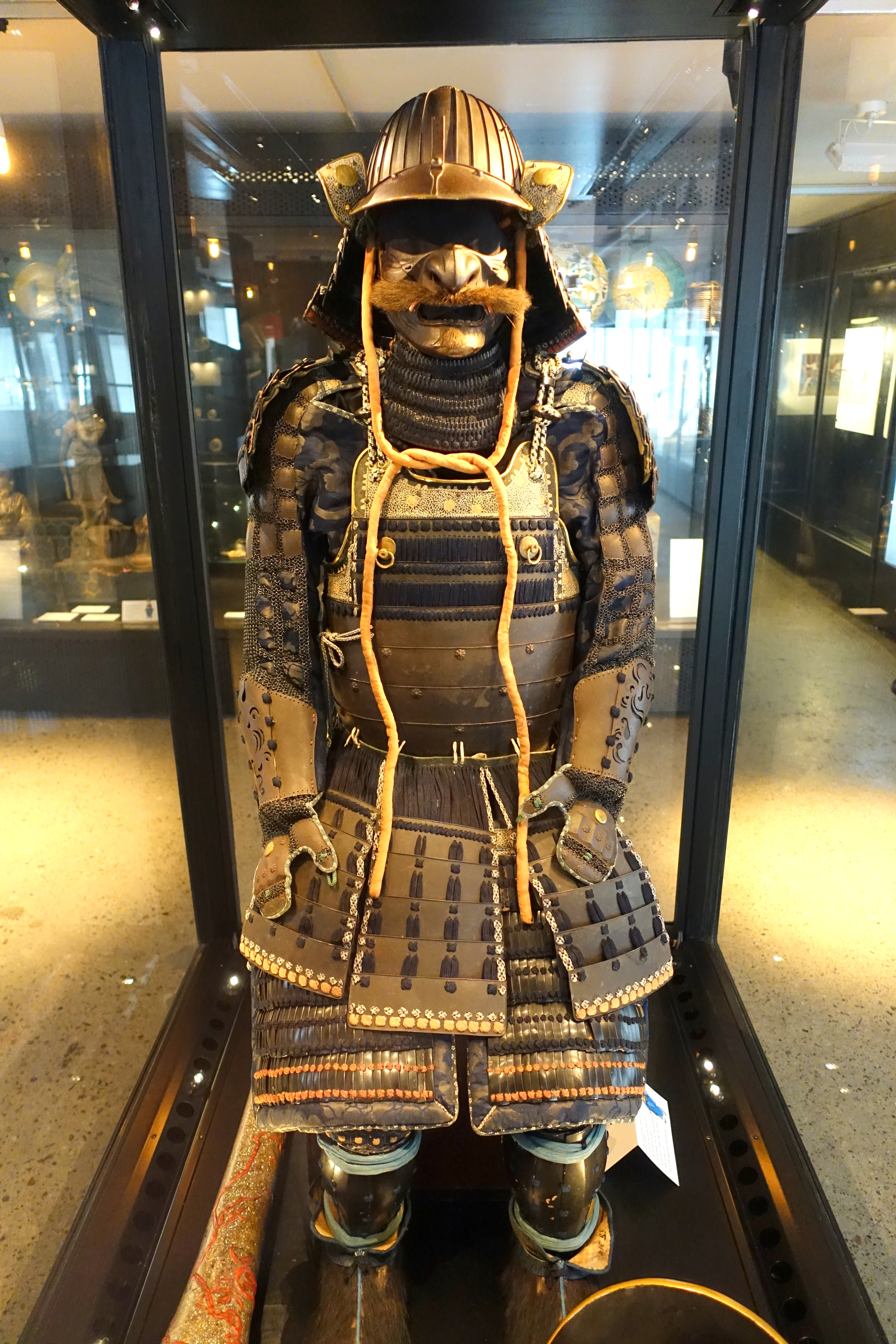
装甲，日本，19世纪
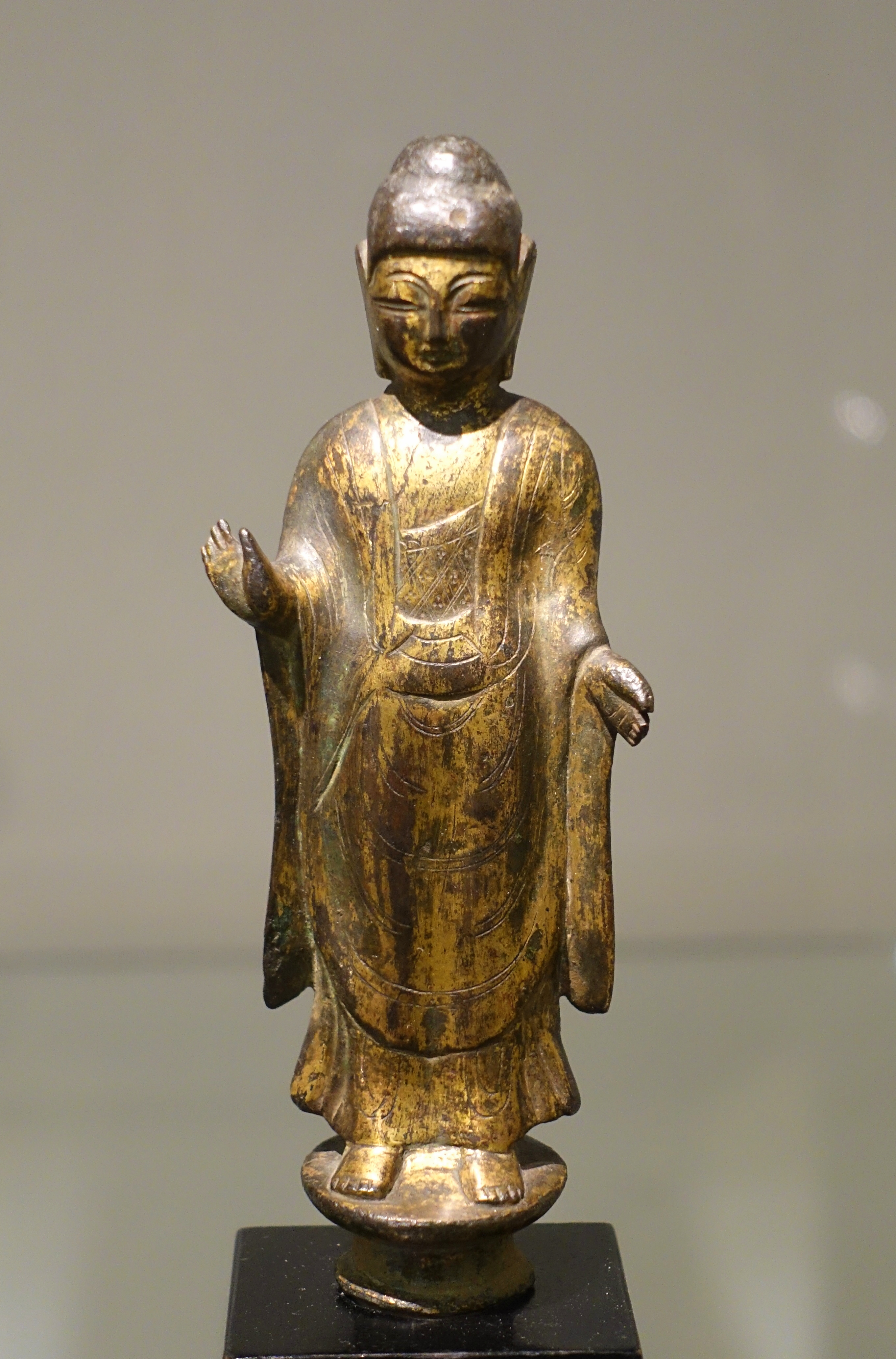
立佛，韩国统一新罗王朝，公元8世纪
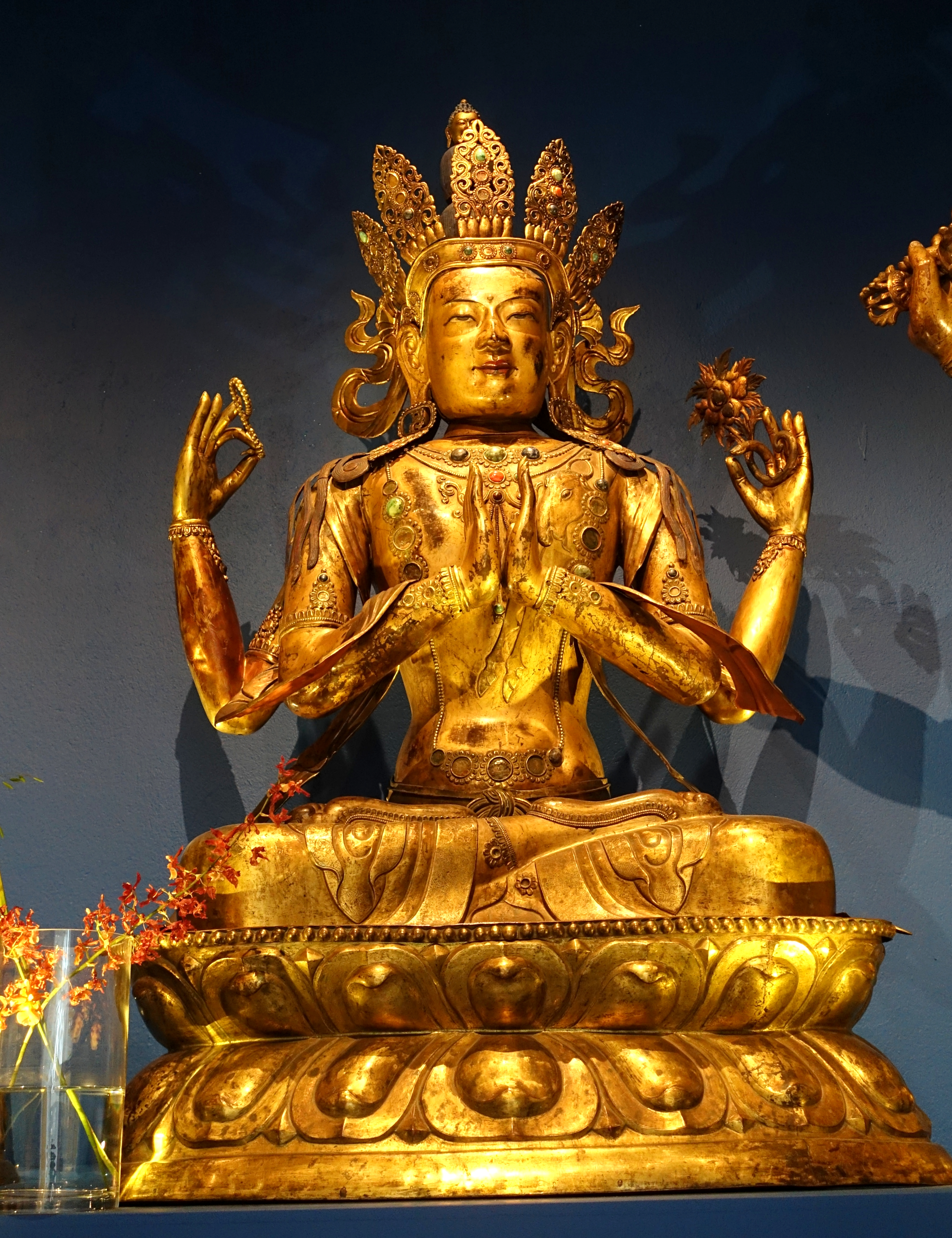
斯文·赫定在1930年收集的，Efi Khalkha寺，蒙古千手观音

## 外部連結
- 東方博物館 （页面存档备份，存于）
- 佛像之美 观远东古文明博物馆（浙江在线）
- 远东的珍藏 观远东古文明博物馆（浙江在线）